# Центральна область (Гана)
Центральна область — одна з десяти адміністративних одиниць Гани, розташована на півдні країни. Межує з областями Ашанті та Східною на півночі, Західною на заході, Великою Аккрою на сході, омивається водами Гвінейської затоки на півдні. Центральна область відома великою кількістю елітарних навчальних закладів. Економіка регіону базується на видобутку мінералів і туризмі.

## Округи
Центральна область складається з 17 округів:
| Округи Центральної області | Округи Центральної області  | Округи Центральної області |
| #                          | Округ                       | Населення                  |
| -------------------------- | --------------------------- | -------------------------- |
| 1                          | Абура/Асебу/Кваманкесе      |                            |
| 2                          | Агона-Іст                   |                            |
| 3                          | Агона-Вест                  |                            |
| 4                          | Ажумако/Еньян/Ессіам        |                            |
| 5                          | Асікума/Одобен/Браква       |                            |
| 6                          | Ассін-Норт                  |                            |
| 7                          | Ассін-Саут                  |                            |
| 8                          | Авуту-Сенья                 |                            |
| 9                          | Кейп-Кост Метрополітан      |                            |
| 10                         | Еффуту                      |                            |
| 11                         | Гомоа-Іст                   |                            |
| 12                         | Гомоа-Вест                  |                            |
| 13                         | Коменда/Едіна/Егуафо/Абірем |                            |
| 14                         | Мфантсіман                  |                            |
| 15                         | Твіфо/Геман/Нижня Денкійра  |                            |
| 16                         | Верхня Східна Денкійра      |                            |
| 17                         | Верхня Західна Денкійра     |                            |
| Разом                      |                             |                            |

## Відомі уродженці
| Відомі уродженці Центральної області | Відомі уродженці Центральної області | Відомі уродженці Центральної області |
| #                                    | Особа                                | Населений пункт                      |
| ------------------------------------ | ------------------------------------ | ------------------------------------ |
| 1                                    | Ішмаель Яртеї                        | Агона-Сведру                         |
| 2                                    | Івонн Нельсон                        | Кейп-Кост                            |
| 3                                    | Джекі Аппіа                          | Кейп-Кост                            |
| 4                                    | Менайє Донкор                        | Кейп-Кост                            |
| 5                                    | Пол Поатенг                          | Кейп-Кост                            |
| 6                                    | Ван Віккер                           | Кейп-Кост                            |
| 7                                    | Маджид Майкл                         | Кейп-Кост                            |
| 8                                    | Майкл Ессьєн                         | Кейп-Кост                            |
| 9                                    | Джон Менса                           | Кейп-Кост                            |
| 10                                   | Лідія Форсон                         | Кейп-Кост                            |
| 11                                   | Квесі Амісса-Артур                   | Кейп-Кост                            |
| 12                                   | Нана Конаду Роулінгз                 | Кейп-Кост                            |
| 13                                   | Паа Квесі Ндуом                      | Ельміна                              |
| 14                                   | Аквінас Тавіа Кванса                 |                                      |